# Závada Blair Witch
Závada Blair Witch (orig. The Bogus Witch Project) je americká filmová komedie parodující hororový film Záhada Blair Witch. Ve filmu se objevuje několik rozdílných verzí příběhů Blair Witch jako čarodějnice z Bel Air (The Bel Air Witch Project) nebo The Blair Underwood Project. Snímek byl vlažně přijat u kritiky i u diváků, např. na ČSFD má hodnocení 9%.